# 沙马拉毅
沙马拉毅（1953年10月—），男，彝族，四川雷波人，中国民族学家、民族语言文字学家、画家，现任中国民间文艺家协会副主席，四川省民间文艺家协会主席，四川省文学艺术界联合会副主席。曾任西南民族大学党委常委、副校长。